# Heavy Medal
A Heavy Medal a P. Mobil második stúdióalbuma 1983-ból.

## Áttekintés
Az első album után két évvel jelent meg a második nagylemez, az együttes helyzete azonban a sikerek ellenére sem volt biztosnak mondható. A Hanglemezgyár velük szemben a saját előadóit próbálta helyzetbe hozni, az ő kárukra. A lemez címe (és a címadó dal) is arra reflektál, hogy azok kapták az elismeréseket, a kitüntetéseket, akik közel voltak a tűzhöz, míg másoknak maguknak kellett átadni az elmsierést, a "heavy medált". Ugyanakkor egyfajta fricska is azon együttesek felé, akik ugyanazzal a felállással, ugyanazzal a zenével gondolták azt, hogy új stílusban fognak alkotni (célozva kifejezetten a külföldön egyre népszerűbbé váló heavy metálra). A lemez borítóján az albumcím látható fémes színezettel, hátlapján pedig az együttes fényképe.
Ezen az albumon már kizárólag új szerzemények szerepelnek, azaz nincs olyan szerző a daloknál, aki nem volt ekkoriban az együttes tagja. A nyitószám, a "Nem érhet baj (Piros, metál, zöld)" címe azért alakult így, mert Wilpert Imre a lemezgyár részéről nem engedte a trikolór színének felemlegetését, így a régi cím csak a rendszerváltás után jelenhetett meg az albumborítón. Az eredetileg 1977-ben elkészlüt "Lámpagyár" a budapesti Soroksári úton található lámpagyárról szól, amely igazából fegyvergyár volt, a mindent beborító sötétség szimbóluma. A "Szép volt" eredeti címe Bíborlepke volt, egy valós élményt örökít meg, egy rövid ideig tartó nagy szerelmet. A "Metálmánia" címe ismét felsőbb utasításra változott meg: az eredetileg Transsylvania címre hallgató dalt, mivel címe és dalszövege is az akkoriban politikailag vállalhatatlan Erdélyről szólt, teljesen átírták. Így a dal ma két változatban ismert, és mindig a helyzettől függ, hogy melyik szövegváltozattal játsszák (az eredeti szöveggel a Honfoglalás 1996-os rock változatán jelent meg). A Deep Purple, a Led Zeppelin, és a Grand Funk Railroad szomorú leállását örökíti meg "Az óra körbejár", a rock nagy öregjeinek eltűnését azonban végső soron optimista kicsengéssel reagálja le a jövőre nézve. A címadó "Heavy Medál" Schuster Lóránt életét örökíti meg, az életben elért eredményeire utalva, hogy azokért senkitől nem kapott jutalmat, a képzeletbeli medált ő adta át saját magának. Az "Aranyásó szakkör" az akkoriban virágkorát élő fusizásra, pénzhajszolásra reagál: annyira hajtják az emberek a pénzt, hogy egyre nagyobb gödröt ásnak, s végül már a napot sem látják. A "Hányas a kabát" eredeti alapötletét a basszusgitáros Kékesi László gyerekkori élménye adta, amikor is az ÁVH-sok a kabátjánál fogva kilógatták az ablakon – ehhez jöttek Schuster saját élményei a katonaságról. A lemezt záró "Pléhkrisztus" a budapesti Mátyás király tér és a Koszorú utca sarkán található, pléhből készült Krisztus-szoborról szól, és az akkori kor korrupt, képmutató politikájáról.
Jelenleg az album a Youtube-on érhető el, mert a Hungaroton elérhetővé tette.

## Kiadásai
- 1983 – LP, MC
- 1993 – Stage Power CD (két másik album anyagával együtt, nem eredeti sorrendben)
- 2003 – CD felújított kiadás bónuszdalokkal
- 2023 – GrundRecords duplalemezes remaster változat

## Dallista
1. Nem érhet baj (Zeffer András – Schuster Lóránt)
2. Lámpagyár (Sárvári Vilmos – Schuster Lóránt)
3. Szép volt (Kékesi László – Schuster Lóránt)
4. Metálmánia (Zeffer András – Schuster Lóránt)
5. Az óra körbejárt (Kékesi László – Schuster Lóránt)
6. Heavy Medal (Kékesi László – Schuster Lóránt)
7. Aranyásó szakkör (Zeffer András – Schuster Lóránt)
8. Hányas a kabát (Kékesi László – Schuster Lóránt)
9. Pléhkrisztus (Sárvári Vilmos – Schuster Lóránt)

### 2003-as bónuszdalok
A 2003-as kiadásra kerültek fel, az 1979-es kislemez dalai, valamint magyar és angol demófelvételek 1976-1979-ből. A dalokat Vikidál Gyula énekelte.
1. Forma I. (1978)
2. Utolsó cigaretta (1978)
3. Bíborlepke (1976, ének: Vikidál és Kékesi)
4. Asszonyt akarok (1976)
5. Örökmozgó (1976)
6. Lőj rám! (1977/78)
7. A király (1977/78)
8. Go On (1978/79) (Menj tovább)
9. Tuppence Song (1978/79) (Kétforintos dal)
10. Night of Phoenix (1978/79) (A Főnix éjszakája)

### 2023-as bónusz lemez
A remaster kiadvány második CD-jére a Kertészeti Egyetem Klubjában (KEK) 1982. február 20-án tartott koncert került fel.
1. Mobilizmo
2. Rocktóber
3. Rock ’n’ Roll
4. Szerettél már szamuráj
5. Honfoglalás – Őshaza
6. Honfoglalás – Vándorlások
7. Honfoglalás – Harcok
8. Honfoglalás – Vérszerződés
9. Honfoglalás – Új haza
10. Átlagember
11. Kié a nagy P?
12. Asszonyt akarok
13. Oh, Yeah
14. Utolsó cigaretta
15. Örökmozgó

## Közreműködtek
- Kékesi László – basszusgitár, vokál, ének (bónusz)
- Mareczky István – dob, ütőhangszerek
- Sárvári Vilmos – gitár, vokál
- Schuster Lóránt – zenekarvezető, szövegíró, vokál
- Tunyogi Péter – ének
- Zeffer András – billentyűs hangszerek, vokál

### A bónuszdalokban
- Bencsik Sándor – gitár, vokál
- Cserháti István – billentyűs hangszerek, vokál
- Pálmai Zoltán – dob, ütőhangszerek (1976-1977)
- Vikidál Gyula – ének